# Budkî, Smila
Budkî (în ucraineană Будки) este un sat în comuna Kosteantînivka din raionul Smila, regiunea Cerkasî, Ucraina.

## Demografie
Componența lingvistică a localității Budkî
     Ucraineană (97,75%)
     Rusă (2,25%)
Conform recensământului din 2001, majoritatea populației localității Budkî era vorbitoare de ucraineană (97,75%), existând în minoritate și vorbitori de rusă (2,25%).